# 王棨
王棨（？—？），字輔之，唐朝江南道福州福唐县（今福州福清）人，晚唐官员、文学家。

## 生平
咸通三年（862年）進士及第。娶同榜陈翚之女為妻。咸通六年（864年）中博学鸿词科。咸通九年，江西觀察使李騭聘爲團練判官，咸通十年（869年）又中书判拔萃科，平判入等。授侍御史，不久，改大理寺司直。咸通十二年（871年），贬为太常博士，後出知丹阳利国监，攝（代理）右司馬，攝盐铁出使巡官。官至水部郎中。
擅長詞賦，“词赋清婉，托意奇巧”，與謝觀、黃滔、徐寅並稱晚唐律赋四大家。李调元評王棨之《沛父老留汉高祖赋》云：“指点生动，不寂不喧，此妙为王郎中所独擅。……此篇尤脍炙人口”。浦铣評《玄宗幸西凉府观灯赋》云：“一游一豫，忽此地以微行；不识不知，竟何人而望幸。”
廣明元年，黄巢入長安，王棨避禍淮南，或入高骈幕府。光启二年（886年）在扬州，知两使句务。光啟三年，高骈失政被殺，王棨下落不明，可能归终乡里。有《麟角集》一卷，今存。另有《王棨诗》一卷，已散佚。